# Törbel
Törbel é uma comuna da Suíça, no Cantão Valais, com cerca de 522 habitantes. Estende-se por uma área de 17,31 km², de densidade populacional de 30 hab/km². Confina com as seguintes comunas: Bürchen, Embd, Grächen, Stalden, Unterbäch, Zeneggen. 
A língua oficial nesta comuna é o Alemão.